# Yuliya Svystil
Yuliya Svystil –en ucraniano, Юлія Свістіль– (31 de marzo de 1995) es una deportista ucraniana que compite en esgrima, especialista en la modalidad de espada. Ganó una medalla de bronce en el Campeonato Europeo de Esgrima de 2022, en la prueba por equipos.

## Palmarés internacional
| Campeonato Europeo | Campeonato Europeo | Campeonato Europeo | Campeonato Europeo |
| Año                | Lugar              | Medalla            | Prueba             |
| ------------------ | ------------------ | ------------------ | ------------------ |
| 2022               | Antalya (Turquía)  | Medalla de bronce  | Espada por equipos |